# Розумівське газоконденсатне родовище
Розумівське газоконденсатне родовище — належить до Руденківсько-Пролетарського нафтогазоносного району Східного нафтогазоносного регіону України.

## Опис
Розташоване в Полтавській та Харківській областях на відстані 17 км від смт Карлівка.
Знаходиться в центральній частині приосьової зони Дніпровсько-Донецької западини. Структурний ніс північно-західного простягання виявлено в 1967 р. Він розділений скидами на дві частини, які розбиті серією поперечних та поздовжніх порушень на блоки. Розміри півн. продуктивної частини структурного носа по ізогіпсі -3700 м 5,0х2,1 м. Перший промисл. приплив газу та конденсату отримано з відкладів башкирського ярусу з інт. 3820-3850 м у 1984 р.
Поклади пластові, тектонічно екрановані та літологічно обмежені. Режим покладів газовий. Запаси початкові видобувні категорій А+В+С1: газу — 3883 млн. м3; конденсату — 193 тис. т.